# J. B. Hunt
J. B. Hunt ist eine US-amerikanische Spedition aus Arkansas. Mit einer großen Flotte unternehmenseigener Sattelzüge bietet es hauptsächlich Transportdienstleistungen im Güterkraftverkehr an. Neben den USA ist es auch in Kanada und Mexiko tätig.
Nach eigenen Angaben besitzt J. B. Hunt die größte Basis an eigenen 53-Fuß-Containern in der Branche. Container mit einer Länge von 53 Fuß, von denen J. B. Hunt über 85.000 Stück besitzt, werden oft im nordamerikanischen Binnenverkehr eingesetzt.
J. B. Hunt wurde 1961 von Johnnie Bryan Hunt gegründet und ging 1983 an die Börse. Das Unternehmen ist Bestandteil der Aktienindizes Dow Jones Transportation Average und Dow Jones Composite Average. J. B. Hunt belegte auf der Fortune 500-Liste der umsatzstärksten US-amerikanischen Unternehmen 2018 den Platz 354.

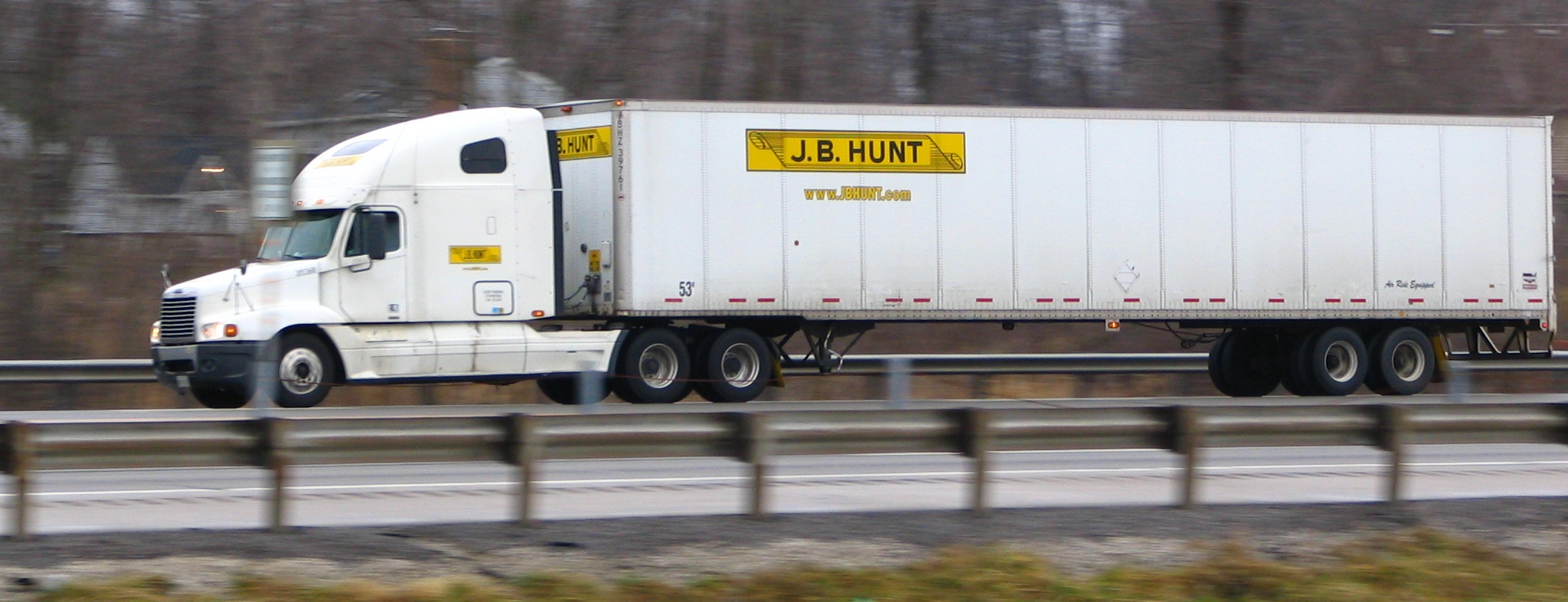
Sattelzug von J. B. Hunt in Ohio